# Велика пећина (Пирот)
Велика пећина се налази у атару села Држина, тачна километража се не зна.
Позназа дужина пећине је 1440 метара, али се верује да је то много веће, а други излаз је код села Расница , док је највећа висина 30 метара.
Пећина поседује четири дворане које још нико није именовао, а богата је посебним облицима пећинског накита од снежно белог колута.
По свом богатству пећинским накитом спада у ред најлепших пећина у кршу источне Србије.
Недавно је описана и дијагностикована нова врста ендогејског трчуљка из трибуса Бембидиини из југоисточне Србије — Winklerites serbicus.
Ова нова врста је ендемична и реликтна за југоисточну Србију и тренутно је позната само са локалитета Велика пећина у селу Држина.

## Галерија
- Улаз у пећину
- Поглед на улаз у пећину
- Кристали у пећини
- Путеви